# Mandy Bujold
Mandy Marie Brigitte Bujold (* 25. Juli 1987 in Cobourg, Ontario) ist eine kanadische Boxerin im Fliegengewicht. Sie zählt zu den erfolgreichsten Boxerinnen des amerikanischen Kontinents und konnte als erste Frau bei zwei aufeinanderfolgenden Panamerikanischen Spielen eine Goldmedaille gewinnen. Darüber hinaus war sie Teilnehmerin der Olympischen Sommerspiele 2016 in Rio de Janeiro (Platz 5) und 2020 in Tokio (Platz 17).

## Boxkarriere
Mandy Bujold begann 2004 im Alter von 16 Jahren mit dem Boxsport und wurde im Laufe ihrer Karriere elf Mal Kanadische Meisterin. Bei Panamerikameisterschaften gewann sie 2007 in Durán, 2008 in Port of Spain und 2010 in Brasília jeweils Gold, 2009 in Guayaquil und 2017 in Tegucigalpa jeweils Silber, sowie 2012 in Cornwall und 2013 in Puerto La Cruz jeweils Bronze. 2014 in Guadalajara schied sie im Viertelfinale aus.
Bei den Panamerikanischen Spielen 2011 in Guadalajara und den Panamerikanischen Spielen 2015 in Toronto gewann sie ebenfalls die Goldmedaille. Ein weiterer Erfolg war der Gewinn einer Bronzemedaille bei den Commonwealth Games 2014 in Glasgow, nachdem sie im Halbfinale gegen Nicola Adams ausgeschieden war.
Bei Weltmeisterschaften schaffte sie hingegen keine Medaillenplatzierung; sie unterlag 2010 in Bridgetown und 2012 in Qinhuangdao in der Vorrunde, 2008 in Ningbo und 2016 in Astana im Achtelfinale, sowie 2014 in Jeju-si erst im Viertelfinale.
Im Dezember 2015 gewann sie die nationale Olympiaqualifikation und im März 2016 auch die kontinentale Qualifikation in Buenos Aires, wodurch sie sich für die Olympischen Spiele 2016 in Rio de Janeiro qualifizierte, wo sie im Viertelfinale gegen die dreifache Weltmeisterin Ren Cancan ausschied.
Im Jahr 2019 kehrte Bujold nach ihrer Schwangerschaftspause zum Wettkampfsport zurück, konnte bei der nationalen Olympiaqualifikation die Goldmedaille im Fliegengewicht erkämpfen und sich damit einen Startplatz bei der kontinentalen Qualifikation in Buenos Aires sichern. Aufgrund der COVID-19-Pandemie wurden jedoch alle olympischen Qualifikationsveranstaltungen abgesagt. Die Boxing Task Force des IOC beschloss daraufhin im März 2021 rückwirkend Veranstaltungen auszuwählen, um Athleten für die Olympischen Spiele in Tokio zu qualifizieren. Die dabei ausgewählten Ereignisse fanden jedoch während Bujolds Schwangerschaft und Wochenbettzeit statt. Als das IOC klarstellte, dass es keine Berücksichtigung für schwangere oder postpartale Athletinnen für diesen Zeitraum geben würde, zog Bujold vor den Sportgerichtshof, welcher zu ihren Gunsten entschied und das IOC zwang, seine aktuellen Kriterien zu ändern, um eine Berücksichtigung jener Sportlerinnen während des Qualifikationszeitraums einzuschließen.
Sie konnte daraufhin an den 2021 in Tokio ausgetragenen Olympischen Sommerspielen 2020 teilnehmen, wo sie in der Vorrunde gegen die Serbin Nina Radovanović ausschied.

## Sonstiges
Sie ist in Cobourg geboren, aber in Moncton aufgewachsen und zog 2002 nach Kitchener, wo sie das Forest Heights Collegiate Institute und das Conestoga College besuchte. Ab 2010 studierte sie Teilzeit auf der University of Waterloo.
Im November 2018 kam ihre Tochter Kate Olympia zur Welt.